# Chorebus laetabilis
Chorebus laetabilis är en stekelart som beskrevs av Vladimir Ivanovich Tobias 1998. Chorebus laetabilis ingår i släktet Chorebus och familjen bracksteklar. Inga underarter finns listade i Catalogue of Life.